# Liste der korporierten Bundestagsabgeordneten
Die Liste der korporierten Bundestagsabgeordneten verzeichnet diejenigen aktuellen und ehemaligen Mitglieder des Deutschen Bundestages seit 1949, die einer Studentenverbindung oder Schülerverbindung angehören beziehungsweise angehörten. Parteiangaben beziehen sich jeweils auf die Partei, für die die Mitglieder in den Deutschen Bundestag gewählt wurden.

## Bundeskanzler
Folgende Korporierte waren auch Bundeskanzler. Die Sortierung erfolgt nach der Amtszeit als Bundeskanzler. Die Kanzler werden in den anderen Tabellen nicht erneut aufgeführt.
| Name                 | Amtszeit als Kanzler | Amtszeit als MdB     | Partei         | Verbindung                                                                                      | Verbindungstyp                  | Fechtfrage     | Verband | Anmerkungen | Beleg |
| -------------------- | -------------------- | -------------------- | -------------- | ----------------------------------------------------------------------------------------------- | ------------------------------- | -------------- | ------- | --- | ----- |
| Konrad Adenauer      | 1949–1963            | 1949–1967            | CDU            | KStV Brisgovia Freiburg, KStV Saxonia zu München, KStV Askania Berlin, KStV Arminia Bonn        | katholische Studentenverbindung | nichtschlagend | KV      | von 1951 bis 1955 zugleich erster Bundesminister des Auswärtigen | [ 1 ] |
| Ludwig Erhard        | 1963–1966            | 1949–1977            | parteilos, CDU | AAV Alemannia Fürth                                                                             | Schülerverbindung               | nichtschlagend | PSC     | | [ 2 ] |
| Kurt Georg Kiesinger | 1966–1969            | 1949–1959, 1969–1980 | CDU            | KStV Alamannia Tübingen, KStV Askania Berlin (1981 fusioniert zu KStV Askania-Burgundia Berlin) | katholische Studentenverbindung | nichtschlagend | KV      | 1967 bis 1971 Bundesvorsitzender der CDU | [ 3 ] |
| Friedrich Merz       | seit 2025            | 1994–2009, seit 2021 | CDU            | KDStV Bavaria Bonn                                                                              | katholische Studentenverbindung | nichtschlagend | CV      | Seit 2022 ist er Bundesvorsitzender der CDU. Von 1989 bis 1994 war Merz Mitglied des Europäischen Parlaments. Von 2000 bis 2002 sowie von 2022 bis 2025 war er Fraktionsvorsitzender der CDU/CSU-Bundestagsfraktion. | [ 4 ] |

## Mitglieder des Bundestags

### Aktuelle Mitglieder
Die Sortierung erfolgt nach dem Beginn der Amtszeit und bei selben Beginn alphabetisch nach dem Nachnamen des Bundestagsmitglieds. Die Parteimitgliedschaft bezieht sich jeweils auf den Zeitpunkt der Wahl.
| Name                  | Amtszeit             | Partei | Verbindung | Verbindungstyp                                 | Fechtfrage                      | Verband                                                                  | Anmerkungen | Beleg                |
| --------------------- | -------------------- | ------ | --- | ---------------------------------------------- | ------------------------------- | ------------------------------------------------------------------------ | --- | -------------------- |
| Armin Laschet         | 1994–1998, seit 2021 | CDU    | KDStV Aenania München, KDStV Ripuaria Bonn                                                                                   | katholische Studentenverbindung                | nichtschlagend                  | CV                                                                       | | [ 5 ]                |
| Gunther Krichbaum     | seit 2002            | CDU    | Landsmannschaft Ulmia Tübingen                                                                                               | Landsmannschaft                                | pflichtschlagend                | CC                                                                       | | [ 6 ]                |
| Thomas Silberhorn     | seit 2002            | CSU    | KDStV Fredericia Bamberg | katholische Studentenverbindung                | nichtschlagend                  | CV                                                                       | | [ 7 ]                |
| Michael Brand         | seit 2005            | CDU    | WKStV Unitas-Salia Bonn | katholische Studentenverbindung                | nichtschlagend                  | UV                                                                       | | [ 8 ]                |
| Roderich Kiesewetter  | seit 2009            | CDU    | WKStV Unitas München | katholische Studentenverbindung                | nichtschlagend                  | UV                                                                       | | [ 9 ]                |
| Patrick Schnieder     | seit 2009            | CDU    | KDStV Novesia Bonn | katholische Studentenverbindung                | nichtschlagend                  | CV                                                                       | | [ 10 ]               |
| Alexander Hoffmann    | seit 2013            | CSU    | KStV Normannia Würzburg | katholische Studentenverbindung                | nichtschlagend                  | KV                                                                       | | [ 11 ]               |
| Wilfried Oellers      | seit 2013            | CDU    | Kölner Burschenschaft Wartburg-Suevia Leipzig                                                                                | Burschenschaft                                 | fakultativ schlagend            |                                                                          | Beauftragter für die Teilhabe von Menschen mit Behinderungen; Mitglied im Ausschuss für Arbeit und Soziales und im Rechtsausschuss | [ 12 ]               |
| Norbert Altenkamp     | seit 2017            | CDU    | KDStV Sauerlandia Münster | katholische Studentenverbindung                | nichtschlagend                  | CV                                                                       | | [ 13 ]               |
| Stephan Brandner      | seit 2017            | AfD    | KStV Agilolfia Regensburg | katholische Studentenverbindung                | nichtschlagend                  | KV                                                                       | 2020 aus der KStV Agilolfia Regensburg ausgeschlossen. Nach Angaben der Agilolfia handelt es sich um den ersten Ausschluss eines Mitgliedes in der Geschichte der Korporation. Vorsitzender des Rechtsausschusses des Bundestages; Direktkandidat auf Listenplatz 1 bei der Wahl 2021 | [ 14 ]               |
| Peter Felser          | seit 2017            | AfD    | Deutschen Hochschulgilde Heinrich der Löwe                                                                                   | Gildenschaft                                   | nichtschlagend                  | DG                                                                       | | [ 15 ]               |
| Albrecht Glaser       | seit 2017            | AfD    | Burschenschaft Allemannia Heidelberg                                                                                         | Burschenschaft                                 | pflichtschlagend                | verbandsfrei (seit 1976)                                                 | 1968 auch Sprecher der DB | [ 16 ] [ 17 ]        |
| Enrico Komning        | seit 2017            | AfD    | Greifswalder Burschenschaft Rugia                                                                                            | Burschenschaft                                 | pflichtschlagend                | DB                                                                       | | [ 18 ]               |
| Steffen Kotré         | seit 2017            | AfD    | Corps Berlin | Corps                                          | pflichtschlagend                | WSC                                                                      | wurde 2022 aus dem Corps ausgeschlossen | [ 20 ]               |
| Sebastian Münzenmaier | seit 2017            | AfD    | Burschenschaft Germania Halle zu Mainz                                                                                       | Burschenschaft                                 | pflichtschlagend                | DB                                                                       | 2018 wurde er zum Vorsitzenden des Tourismusausschusses des Deutschen Bundestags gewählt; seit 2019 stellvertretender Fraktionsvorsitzender der AfD | [ 21 ] [ 22 ]        |
| Stephan Pilsinger     | seit 2017            | CSU    | KDStV Vindelicia München, AV Tuisconia (Königsberg, Bonn) zu Landshut                                                        | katholische Studentenverbindung                | nichtschlagend                  | CV                                                                       | | [ 23 ]               |
| Christian Wirth       | seit 2017            | AfD    | Burschenschaft Ghibellinia zu Prag in Saarbrücken, Burschenschaft Germania Halle zu Mainz                                    | Burschenschaft                                 | pflichtschlagend                | DB                                                                       | 2021 wurde er aus der heutigen Burschenschaft Cimbria Heidelberg ausgeschlossen; seit 2023 im Bundesschiedsgericht der AfD | [ 24 ] [ 25 ] [ 26 ] |
| Paul Ziemiak          | seit 2017            | CDU    | AV Widudkind Osnabrück, KDStV Winfridia (Breslau) Münster                                                                    | katholische Studentenverbindung                | nichtschlagend                  | CV                                                                       | | [ 27 ]               |
| Christoph Birghan     | seit 2025            | AfD    | Berliner Burschenschaft Gothia, Burschenschaft Markomannia Aachen Greifswald                                                 | Burschenschaft                                 | pflichtschlagend                | DB                                                                       | Mitgründer und Sprecher des Deutschen Akademikerverbands (DAV!), einer der AfD nahestehenden Sammelorganisation von Alten Herren schlagender Studentenverbindungen. | [ 20 ]               |
| Torben Braga          | seit 2025            | AfD    | Jenaischen Burschenschaft Germania, Marburger Burschenschaft Germania                                                        | Burschenschaft                                 | pflichtschlagend                | DB                                                                       | 2015 war Braga Sprecher der Deutschen Burschenschaft | [ 28 ] [ 29 ] [ 30 ] |
| Erhard Brucker        | seit 2025            | AfD    | Burschenschaft Ostmark Breslau zu Regensburg, Burschenschaft Alemannia Bamberg                                               | Burschenschaft/Christliche Studentenverbindung | nichtschlagend                  | verbandsfrei (seit 2019, zuvor SBB), verbandsfrei (seit 2013, zuvor SBB) | | [ 31 ] [ 32 ]        |
| Florian Dorn          | seit 2025            | CSU    | KDStV Tuiskonia München | katholische Studentenverbindung                | nichtschlagend                  | CV                                                                       | | [ 33 ]               |
| Lars Ehm              | seit 2025            | CDU    | KDStV Saxo-Thuringia (Dresden, Aachen) Bochum                                                                                | katholische Studentenverbindung                | nichtschlagend                  | CV                                                                       | | [ 34 ]               |
| Sebastian Maack       | seit 2025            | AfD    | Landsmannschaft Thuringia Berlin, Akademische Landsmannschaft Baltia Rostock                                                 | Landsmannschaft                                | pflichtschlagend                | CC                                                                       | | [ 35 ] [ 36 ] [ 37 ] |
| Knuth Meyer-Soltau    | seit 2025            | AfD    | Landsmannschaft Nibelungia Marburg, Landsmannschaft Frankonia Frankfurt, Landsmannschaft Ubia-Brunsviga-Palaeomarchia Bochum | Landsmannschaft                                | pflichtschlagend                | CC                                                                       | | [ 38 ] [ 39 ]        |
| Johannes Winkel       | seit 2025            | CDU    | KDStV Rheno-Franconia München, KDStV Ascania Bonn                                                                            | katholische Studentenverbindung                | nichtschlagend                  | CV                                                                       | | [ 40 ]               |
| Alexander Wolf        | seit 2025            | AfD    | Burschenschaft Danubia München, Pennale Burschenschaft Saxonia Czernowitz zu München                                         | Burschenschaft, Schülerverbindung              | pflichtschlagend, freischlagend | DB, verbandsfrei                                                         | | [ 41 ] [ 42 ]        |
| Christian Zaum        | seit 2025            | AfD    | Marburger Burschenschaft Rheinfranken                                                                                        | Burschenschaft                                 | pflichtschlagend                | DB                                                                       | | [ 43 ]               |

### Ehemalige Mitglieder
Die Sortierung erfolgt nach dem Beginn der Amtszeit und bei selben Beginn alphabetisch nach dem Nachnamen des Bundestagsmitglieds. Die Parteimitgliedschaft bezieht sich jeweils auf den Zeitpunkt der Wahl.
| Name                                              | Amtszeit             | Partei       | Verbindung | Verbindungstyp                                                          | Fechtfrage                                                           | Verband                                               | Anmerkungen | Beleg                   |
| ------------------------------------------------- | -------------------- | ------------ | --- | ----------------------------------------------------------------------- | -------------------------------------------------------------------- | ----------------------------------------------------- | --- | ----------------------- |
| Bernhard Bauknecht                                | 1949–1969            | CDU          | KDStV Carolingia Hohenheim | katholische Studentenverbindung                                         | nichtschlagend                                                       | CV                                                    | | [ 44 ]                  |
| Georg Baur                                        | 1949–1953            | CDU          | KDStV Carolingia Hohenheim | katholische Studentenverbindung                                         | nichtschlagend                                                       | CV                                                    | | [ 45 ]                  |
| Ludwig Bergsträsser                               | 1949–1953            | SPD          | | Verein Deutscher Studenten                                              | nichtschlagend                                                       | VVDSt                                                 | Er war wesentlicher Akteur im Grundsatzausschuss und dort als Berichterstatter maßgeblich an der Formulierung der Grundrechte im Grundgesetz beteiligt. Er war Vorsitzender des Bundestagsausschusses für Büchereiwesen. | [ 47 ] [ 48 ]           |
| Helmut Bertram                                    | 1949–1953            | Zentrum      | KStV Markomannia Münster, KStV Saxonia München | katholische Studentenverbindung                                         | nichtschlagend                                                       | KV                                                    | | [ 49 ]                  |
| Anton Besold                                      | 1949–1953, 1957–1969 | BP, CSU      | Corps Palatia München | Corps                                                                   | pflichtschlagend                                                     | KSCV                                                  | Von 1950 bis 1953 war er Generalsekretär der Bayernpartei. 1953 wurde er Vorsitzender dieser. Von 1955 bis 1961 war er Teil des Landesvorstands der CSU. | [ 50 ]                  |
| Martin Blank                                      | 1949–1957            | FDP          | Corps Franconia Tübingen | Corps                                                                   | pflichtschlagend                                                     | KSCV                                                  | Mitverfasser des FDP-Wirtschaftsprogramms von 1948; Mitglied der FVP (1956–1957), ab 1957 DP; Parlamentarischer Geschäftsführer der FDP 1953–1956 und der FVP | [ 51 ]                  |
| Heinrich von Brentano                             | 1949–1964            | CDU          | KStV Rheno-Bavaria München | katholische Studentenverbindung                                         | nichtschlagend                                                       | KV                                                    | | [ 52 ]                  |
| Thomas Dehler                                     | 1949–1967            | FDP          | Verbindung Südmark-Monachia München | Burschenbund                                                            | schlagend, unbedingte Satisfaktion                                   | BC                                                    | Von 1949 bis 1953 war er Bundesminister der Justiz, von 1954 bis 1957 Bundesvorsitzender der FDP. Er war von 1953 bis 1957 Vorsitzender der FDP-Fraktion und 1960 bis 1967 Vizepräsident des Bundestags. | [ 54 ] [ 55 ]           |
| August Dresbach                                   | 1949–1965            | CDU          | Burschenschaft Hannovera Göttingen | Burschenschaft                                                          | fakultativ schlagend                                                 | verbandsfrei (seit 2012)                              | |                         |
| Hermann Ehlers                                    | 1949–1953            | CDU          | Verein Deutscher Studenten Berlin und Charlottenburg, VDSt zu Bonn | Verein Deutscher Studenten                                              | nichtschlagend                                                       | VVDSt                                                 | Er war von 1950 bis zu seinem Tode 1954 Präsident des Deutschen Bundestages. Als Bundestagspräsident führte er die Rundfunk-Direktübertragungen wichtiger Debatten ein und machte dadurch die Arbeit des Bundestages in der Bevölkerung populär. | [ 56 ]                  |
| Franz Etzel                                       | 1949–1953, 1957–1965 | CDU          | Straßburger Turnerschaft Cheruscia München | Turnerschaft                                                            | pflichtschlagend                                                     | CC                                                    | 1949 bis 1952 Vorsitzender des Wirtschaftsausschusses und stellvertretender Vorsitzender des Ausschusses gemäß Artikel 15 des Grundgesetzes („Sozialisierungsausschuß“). Von 1961 bis 1965 war Etzel Vorsitzender des Arbeitskreises für Finanz- und Steuerfragen der CDU/CSU-Bundestagsfraktion. |                         |
| Elimar Freiherr von Fürstenberg                   | 1949–1953            | BP           | KDStV Teutonia Freiburg im Üechtland | katholische Studentenverbindung                                         | nichtschlagend                                                       | CV                                                    | | [ 57 ]                  |
| Paul Gibbert                                      | 1949–1967            | Zentrum, CDU | KDStV Rheinland Köln, KDStV Rhenania-Moguntia Mainz | katholische Studentenverbindung                                         | nichtschlagend                                                       | CV                                                    | | [ 58 ]                  |
| Wilhelm Hamacher                                  | 1949–1951            | Zentrum      | KDStV Aenania München, KDStV Ripuaria Bonn | katholische Studentenverbindung                                         | nichtschlagend                                                       | CV                                                    | | [ 59 ]                  |
| Günter Henle                                      | 1949–1953            | CDU          | Corps Moenania Würzburg, Corps Teutonia zu Marburg | Corps                                                                   | pflichtschlagend                                                     | KSCV                                                  | | [ 60 ] [ 61 ] [ 62 ]    |
| Heinrich Höfler                                   | 1949–1963            | CDU          | KDStV Falkenstein Freiburg im Breisgau | katholische Studentenverbindung                                         | nichtschlagend                                                       | CV                                                    | | [ 63 ]                  |
| Matthias Hoogen                                   | 1949–1964            | CDU          | KDStV Arminia Freiburg im Breisgau | katholische Studentenverbindung                                         | nichtschlagend                                                       | CV                                                    | | [ 64 ]                  |
| Michael Horlacher                                 | 1949–1957            | CSU          | KDStV Langobardia München | katholische Studentenverbindung                                         | nichtschlagend                                                       | CV                                                    | | [ 65 ]                  |
| Richard Jaeger                                    | 1949–1980            | CSU          | KStV Südmark München | katholische Studentenverbindung                                         | nichtschlagend                                                       | KV                                                    | Vizepräsident des Bundestags (1953–1965, 1967–1976), Bundesminister der Justiz (1965–1966) | [ 66 ]                  |
| Hermann Kopf                                      | 1949–1969            | CDU          | KDStV Hercynia Freiburg im Breisgau | katholische Studentenverbindung                                         | nichtschlagend                                                       | CV                                                    | | [ 67 ]                  |
| Christian Kuhlemann                               | 1949–1953            | DP           | Corps Saxonia Hannover | Corps                                                                   | pflichtschlagend                                                     | WSC                                                   | |                         |
| Walther Kühn                                      | 1949–1962            | FDP          | Sängerschaft Zollern, Arion Leipzig, Fridericiana Halle, Bardia Bonn, Altpreußen Königsberg, Leopoldina Breslau, Thuringia Heidelberg, Prager Universitäts-Sängerschaft Barden zu München, Universitätssängerschaft Barden zu Wien                                     | Sängerschaft                                                            | fakultativ- oder freischlagend                                       | DS                                                    | 1954–1962 war er Vorsitzender des Altherrenverbandes der Deutschen Sängerschaft (VAS) | [ 68 ] [ 69 ]           |
| Wilhelm Laforet                                   | 1949–1953            | CSU          | KDStV Aenania München, KDStV Rheno-Franconia München, KAV Suevia Berlin | Katholische Studentenverbindung                                         | nichtschlagend                                                       | CV                                                    | | [ 70 ]                  |
| Robert Lehr                                       | 1949–1953            | CDU          | Corps Teutonia zu Marburg | Corps                                                                   | pflichtschlagend                                                     | KSCV                                                  | Mitbegründer der CDU; Er war Mitglied des Parlamentarischen Rates und von 1950 bis 1953 Bundesminister des Innern. | [ 71 ]                  |
| Heinrich Lübke                                    | 1949–1950, 1953–1959 | CDU          | KDStV Ascania Bonn | Katholische Studentenverbindung                                         | nichtschlagend                                                       | CV                                                    | Bundesminister für Ernährung, Landwirtschaft und Forsten (1953–1959), Bundespräsident (1959–1969) | [ 72 ]                  |
| Richard Muckermann                                | 1949–1961            | Zentrum, CDU | AV Arminia Münster | Katholische Studentenverbindung                                         | nichtschlagend                                                       | CV                                                    | | [ 73 ]                  |
| Willibald Mücke                                   | 1949–1953            | SPD          | KDStV Alemannia (Greifswald) Münster | Katholische Studentenverbindung                                         | nichtschlagend                                                       | CV                                                    | | [ 74 ]                  |
| Karl Müller                                       | 1949–1957            | CDU          | KDStV Ripuaria Bonn | Katholische Studentenverbindung                                         | nichtschlagend                                                       | CV                                                    | | [ 75 ]                  |
| Peter Nellen                                      | 1949–1969            | CDU, SPD     | KDStV Grotenburg (Detmold) Köln | Katholische Studentenverbindung                                         | nichtschlagend                                                       | CV                                                    | | [ 76 ]                  |
| August Neuburger                                  | 1949–1961            | CDU          | KDStV Arminia Heidelberg | Katholische Studentenverbindung                                         | nichtschlagend                                                       | CV                                                    | | [ 77 ]                  |
| Fritz Neumayer                                    | 1949–1957            | FDP          | Corps Rhenania Würzburg | Corps                                                                   | pflichtschlagend                                                     | KSCV                                                  | seit 1956 FVP, seit 1957 DP; Er war von 1947 bis 1948 Minister für Wirtschaft und Verkehr des Landes Rheinland-Pfalz, von 1952 bis 1953 Bundesminister für Wohnungsbau und von 1953 bis 1956 Bundesminister der Justiz. | [ 78 ]                  |
| Fritz Oellers                                     | 1949–1951            | FDP          | Corps Teutonia Halle | Corps                                                                   | pflichtschlagend                                                     | KSCV                                                  | | [ 80 ]                  |
| Josef Oesterle                                    | 1949–1959            | BP, CSU      | KStV Ottonia München | Katholische Studentenverbindung                                         | nichtschlagend                                                       | KV                                                    | | [ 81 ]                  |
| Karl Georg Pfleiderer                             | 1949–1953            | FDP          | Akademische Gesellschaft Stuttgardia Tübingen | schwarze Studentenverbindung                                            | nichtschlagend                                                       |                                                       | | [ 82 ]                  |
| Hermann Schäfer                                   | 1949–1957            | FDP          | SBV Nordalbingia Leipzig, SBV Hercynia Heidelberg | Christliche Studentenverbindung                                         | nichtschlagend                                                       | SBB                                                   | Ab 1947 war er Mitglied des Zonenbeirates für die Britische Besatzungszone und 1948/49 des Parlamentarischen Rates und dessen Vizepräsident. In dieser Eigenschaft fertigte er am 23. Mai 1949 zusammen mit Konrad Adenauer und Adolph Schönfelder das Grundgesetz aus; die Verfassungsurkunde trägt also seine Unterschrift. Von 1949 bis 1953 war er Vizepräsident des Bundestages. Darüber hinaus war Schäfer von 1950 bis 1953 auch Mitglied der Parlamentarischen Versammlung des Europarates. Außerdem war er 1949–1951, 1952–1953 Vorsitzender der FDP-Bundestagsfraktion, in der Zwischenzeit deren stellvertretender Vorsitzender. Im Februar 1956 verließ er die FDP und wurde Mitglied der von der Euler-Gruppe gebildeten „Demokratischen Arbeitsgemeinschaft“, die sich im Juni 1956 in „FVP-Bundestagsfraktion“ umbenannte und im März 1957 mit der DP die DP/FVP-Fraktion bildete. | [ 83 ]                  |
| Fritz Schäffer                                    | 1949–1961            | CSU          | Apollo München (seit 1933 Münchener Burschenschaft Apollo, heute Münchener Burschenschaft Franco-Bavaria) | Burschenschaft                                                          | pflichtschlagend                                                     | verbandsfrei (seit 2013), zuvor DB                    | Bundesminister der Finanzen (1949–1957), Bundesminister der Justiz (1957–1961) | [ 84 ]                  |
| Josef Schatz                                      | 1949–1953            | BP           | KSStV Alemannia München | Katholische Studentenverbindung                                         | nichtschlagend                                                       | KV                                                    | | [ 85 ]                  |
| Hans-Christoph Seebohm                            | 1949–1967            | CDU          | Corps Hasso-Borussia Freiburg | Corps                                                                   | pflichtschlagend                                                     | KSCV                                                  | Er war von 1949 bis 1966 Bundesminister für Verkehr, zuletzt für wenige Wochen auch Vizekanzler. Er weist bis heute die längste ununterbrochene Amtszeit als Bundesminister auf. | [ 86 ]                  |
| Gebhard Seelos                                    | 1949–1951            | BP           | KDStV Aenania München | Katholische Studentenverbindung                                         | nichtschlagend                                                       | CV                                                    | | [ 87 ]                  |
| Franz Josef Strauß                                | 1949–1978            | CSU          | KDStV Tuiskonia München | Katholische Studentenverbindung                                         | nichtschlagend                                                       | CV                                                    | | [ 88 ] [ 89 ]           |
| Richard Stücklen                                  | 1949–1990            | CSU          | KDStV Gothia Erlangen (Ehrenmitglied) | Katholische Studentenverbindung                                         | nichtschlagend                                                       | CV                                                    | Bundesminister für das Post- und Fernmeldewesen (1957–1966), CSU-Landesgruppenchef (1967–1976) Bundestagsvizepräsident (1976–1979, 1983–1990), Bundestagspräsident (1979–1983) | [ 90 ]                  |
| Rudolf Vogel                                      | 1949–1964            | CDU          | KDStV Bavaria Berlin | Katholische Studentenverbindung                                         | nichtschlagend                                                       | CV                                                    | | [ 91 ]                  |
| Oskar Wackerzapp                                  | 1949–1953            | CDU          | Corps Suevia Heidelberg | Corps                                                                   | pflichtschlagend                                                     | KSCV                                                  | | [ 92 ] [ 93 ]           |
| Karl Weber                                        | 1949–1965            | CDU          | KDStV Staufia Bonn | Katholische Studentenverbindung                                         | nichtschlagend                                                       | CV                                                    | | [ 94 ]                  |
| Franz Weiß                                        | 1949–1953            | CDU          | KDStV Carolingia Hohenheim | Katholische Studentenverbindung                                         | nichtschlagend                                                       | CV                                                    | | [ 95 ]                  |
| Eberhard Wildermuth                               | 1949–1952            | FDP          | Akademische Gesellschaft Stuttgardia Tübingen | Schwarze Studentenverbindung                                            | nichtschlagend                                                       |                                                       | Bundesminister für Wohnungsbau von 1949 bis 1952. | [ 96 ]                  |
| Franz Wittmann                                    | 1949–1969            | BP           | KDStV Carolingia Hohenheim, KDStV Vindelicia München und KDStV Agilolfia Freising (Ehrenmitglied) | Katholische Studentenverbindung                                         | nichtschlagend                                                       | CV                                                    | | [ 97 ]                  |
| Franz-Josef Wuermeling                            | 1949–1969            | CDU          | KDStV Hohenstaufen Freiburg im Breisgau, VKDSt Saxonia Münster, VKDSt Hasso-Rhenania Mainz, Rheno-Palatia (Breslau) Mainz, KDStV Borusso-Westfalia Bonn, KDStV Wiking Hamburg                                                                                          | Katholische Studentenverbindung                                         | nichtschlagend                                                       | CV                                                    | | [ 98 ]                  |
| Oscar Funcke                                      | 1951–1953            | FDP          | Corps Palaeo-Teutonia Aachen | Corps                                                                   | pflichtschlagend                                                     | WSC                                                   | ab 1953 war er stellvertretender Vorsitzender des Beirates für Handelspolitische Vereinbarungen des Bundestages; 1949 und 1954 gehörte er den ersten beiden Bundesversammlungen an |                         |
| Franz Xaver Meitinger                             | 1951–1953            | BP           | KStV Karolingia München | Katholische Studentenverbindung                                         | nichtschlagend                                                       | KV                                                    | | [ 99 ]                  |
| Wilhelm Niklas                                    | 1951–1953            | CSU          | Burschenschaft Arminia München (heute: Münchener Burschenschaft Arminia-Rhenania) | Burschenschaft                                                          | pflichtschlagend                                                     | ADB (seit 2016), zuvor DB (bis 2013) und verbandsfrei | Bundesminister für Ernährung, Landwirtschaft und Forsten (1949–1953) | [ 100 ]                 |
| Walter Bartram                                    | 1952–1957            | CDU          | Corps Suevia Freiburg | Corps                                                                   | pflichtschlagend                                                     | KSCV                                                  | 1950 bis 1951 Ministerpräsident des Landes Schleswig-Holstein | [ 101 ]                 |
| Ferdinand Friedensburg                            | 1952–1965            | CDU          | Verein Deutscher Studenten Marburg | Verein Deutscher Studenten                                              | nichtschlagend                                                       | VVDSt                                                 | 1953 bis 1957 war er stellvertretender Vorsitzender des Bundestagsausschusses zum Schutze der Verfassung und 1957 bis 1961 Vorsitzender des „Wahlmännerausschusses gemäß § 6 des Gesetzes über das Bundesverfassungsgericht vom 12. März 1951“. | [ 103 ]                 |
| Eduard Leuze                                      | 1952–1953            | FDP          | AV Nicaria Tübingen | Christliche Studentenverbindung                                         | nichtschlagend                                                       | SBB                                                   | | [ 104 ]                 |
| Franz Böhm                                        | 1953–1965            | CDU          | Corps Rhenania Freiburg | Corps                                                                   | pflichtschlagend                                                     | KSCV                                                  | Er war von 1952 bis 1964 Leiter der deutschen Delegation für die Wiedergutmachungsverhandlungen zwischen dem Staat Israel, den jüdischen Weltverbänden und der Bundesrepublik (Luxemburger Abkommen). Vom 17. Februar 1955 bis 1965 war er stellvertretender Vorsitzender des Bundestagsausschusses für Wiedergutmachung. | [ 105 ] [ 106 ]         |
| Ernst-Christoph Brühler                           | 1953–1957            | DP           | Burschenschaft Vineta Heidelberg | Burschenschaft                                                          | fakultativ schlagend (seit 1969)                                     | verbandsfrei (seit 1991)                              | |                         |
| Karl von Buchka                                   | 1953–1957            | CDU          | Corps Bremensia Göttingen | Corps                                                                   | nichtschlagend (seit 1970; zuvor pflichtschlagend)                   | verbandsfrei (seit 1971; zuvor KSCV)                  | Er war 1956 bis 1957 stellvertretender Vorsitzender des Sonderausschusses zur Beratung des Wasserhaushaltsgesetzes. | [ 107 ]                 |
| Hermann Conring                                   | 1953–1969            | CDU          | Corps Hannovera Göttingen | Corps                                                                   | pflichtschlagend                                                     | KSCV                                                  | Vom 5. Mai 1964 bis 1969 war er stellvertretender Vorsitzender des Haushaltsausschusses des Bundestags. | [ 108 ] [ 109 ]         |
| Fritz Czermak                                     | 1953–1957            | GB/BHE       | Vereins deutscher Studenten aus Nordmähren |                                                                         |                                                                      | WV                                                    | später FDP | [ 111 ]                 |
| Hans Demmelmeier                                  | 1953–1961            | CSU          | KDStV Rheno-Franconia München | Katholische Studentenverbindung                                         | nichtschlagend                                                       | CV                                                    | | [ 112 ]                 |
| Stefan Dittrich                                   | 1953–1972            | CSU          | KDStV Aenania München | Katholische Studentenverbindung                                         | nichtschlagend                                                       | CV                                                    | 1957 bis 1969 stellvertretender Vorsitzender des Bundestagsausschusses für Wahlprüfung und Immunität. Dittrich war vom 12. Februar 1963 bis 1965 Vorsitzender des Arbeitskreises Gesellschaftspolitik, Kulturpolitik und Publizistik der CDU/CSU-Fraktion |                         |
| Walter Drechsel                                   | 1953–1957            | FDP          | Corps Thuringia Dresden | Corps                                                                   | pflichtschlagend                                                     | WSC                                                   | | [ 113 ]                 |
| Walter Eckhardt                                   | 1953–1961, 1964–1969 | CSU          | Corps Teutonia zu Marburg | Corps                                                                   | pflichtschlagend                                                     | KSCV                                                  | | [ 114 ] [ 115 ]         |
| Oskar Farny                                       | 1953                 | CDU          | AV Guestfalia Tübingen | Katholische Studentenverbindung                                         | nichtschlagend                                                       | CV                                                    | | [ 116 ]                 |
| Erwin Feller                                      | 1953–1957            | GB/BHE       | Alte Straßburger Burschenschaft Germania | Burschenschaft                                                          | pflichtschlagend                                                     | verbandsfrei (seit 2019)                              | führte Fraktion 1956/57; nachdem er bereits seit 1955 stv. Fraktionsvorsitzender gewesen war; 1953–1957 stellvertretender Vorsitzender des Bundestagsausschusses für Kulturpolitik | [ 117 ]                 |
| Georg Graf Henckel von Donnersmarck               | 1953–1957, 1959–1961 | CDU          | KDStV Teutonia Freiburg im Üechtland, AV Palatia Göttingen | Katholische Studentenverbindung                                         | nichtschlagend                                                       | CV                                                    | | [ 118 ]                 |
| Fritz Hellwig                                     | 1953–1959            | CDU          | Marburger Burschenschaft Rheinfranken, Saarbrücker Burschenschaft Germania | Burschenschaft                                                          | pflichtschlagend                                                     | DB                                                    | seit 1956 an war er Vorsitzender des Bundestagsausschusses für Wirtschaftspolitik | [ 119 ]                 |
| Karl Hepp                                         | 1953–1957            | FDP          | Corps Franconia München | Corps                                                                   | pflichtschlagend                                                     | KSCV                                                  | |                         |
| Hermann Höcherl                                   | 1953–1976            | CSU          | Burschenschaft Babenbergia München (heute: Münchener Burschenschaft Franco-Bavaria) | Burschenschaft                                                          | pflichtschlagend                                                     | verbandsfrei (seit 2013), zuvor DB                    | Bundesminister des Innern (1961–1965), Bundesminister für Ernährung, Landwirtschaft und Forsten (1965–1969) | [ 120 ]                 |
| Karl Alfred Kihn                                  | 1953–1957            | CSU          | KDStV Thuringia Würzburg | Katholische Studentenverbindung                                         | nichtschlagend                                                       | CV                                                    | | [ 121 ]                 |
| Karl Lahr                                         | 1953–1957            | FDP          | Corps Teutonia Gießen | Corps                                                                   | pflichtschlagend                                                     | KSCV                                                  | seit 1956 FVP, seit 1957 DP |                         |
| Heinrich Lindenberg                               | 1953–1961, 1967–1969 | CDU          | Burschenschaft Rhenania München | Burschenschaft                                                          | pflichtschlagend                                                     | ADB                                                   | |                         |
| Reinhold Maier                                    | 1953–1956, 1957–1959 | FDP          | Akademische Gesellschaft Stuttgardia Tübingen | schwarze Studentenverbindung                                            | nichtschlagend                                                       |                                                       | | [ 122 ]                 |
| Georg Baron Manteuffel-Szoege                     | 1953–1962            | CSU          | Corps Saxo-Borussia Heidelberg | Corps                                                                   | pflichtschlagend                                                     | KSCV                                                  | Er war von 1950 bis 1962 erster Vorsitzender der Deutsch-Baltischen Landsmannschaft sowie von 1954 bis 1958 Vorsitzender des Verbandes der Landsmannschaften bzw. Ko-Präsident des Bundes der Vertriebenen. | [ 123 ] [ 124 ]         |
| Gebhard Müller                                    | 1953                 | CDU          | KStV Alamannia Tübingen, KStV Askania Berlin (1981 fusioniert zu KStV Askania-Burgundia Berlin), Ehrenphilister bei KStV Ripuaria Heidelberg, KStV Laetitia Karlsruhe, alle im KV, sowie Ehrenmitglied bei AV Guestfalia Tübingen, AV Cheruskia Tübingen, beide im CV. | Katholische Studentenverbindung                                         | nichtschlagend                                                       | KV, CV                                                | | [ 125 ] [ 126 ]         |
| Alois Niederalt                                   | 1953–1969            | CSU          | KStV Isaria Freising | Katholische Studentenverbindung                                         | nichtschlagend                                                       | KV                                                    | Bundesminister für Angelegenheiten des Bundesrates und der Länder (1962–1966) | [ 127 ]                 |
| Theodor Oberländer                                | 1953–1961, 1963–1965 | GB/BHE       | Gilde Greif München | Gildenschaft                                                            | nichtschlagend                                                       | DG                                                    | seit 1963 CDU | [ 128 ]                 |
| Wolfgang Pohle                                    | 1953–1957, 1965–1971 | CDU          | Corps Hannovera Göttingen | Corps                                                                   | pflichtschlagend                                                     | KSCV                                                  | später CSU | [ 129 ]                 |
| Hubertus Prinz zu Löwenstein-Wertheim-Freudenberg | 1953–1957            | FDP          | Herminonia München, Verein Deutscher Studenten zu Bonn | Katholische Studentenverbindung, Verein Deutscher Studenten             | nichtschlagend                                                       | SBB, VVDSt                                            | | [ 132 ] [ 133 ]         |
| Hans Schuberth                                    | 1953–1957            | CSU          | KDStV Rheno-Franconia München | Katholische Studentenverbindung                                         | nichtschlagend                                                       | CV                                                    | Bundesminister für das Post- und Fernmeldewesen (1949–1953) | [ 134 ]                 |
| Franz Seidl                                       | 1953–1965            | CSU          | KBStV Rhaetia München | Katholische Studentenverbindung                                         | nichtschlagend                                                       | verbandsfrei                                          | | [ 135 ]                 |
| Josef Rösing                                      | 1954–1961, 1965–1972 | Zentrum, CDU | KDStV Bavaria Bonn | Katholische Studentenverbindung                                         | nichtschlagend                                                       | CV                                                    | | [ 136 ]                 |
| Hermann Berg                                      | 1955–1957            | FDP          | Corps Vitruvia München | Corps                                                                   | pflichtschlagend                                                     | WSC                                                   | Mitglied der FVP (1956–1957), ab 1957 DP | [ 137 ]                 |
| Franz Ruland                                      | 1955–1960            | CVP          | Corps Palatia München | Corps                                                                   | pflichtschlagend                                                     | KSCV                                                  | seit Bundestagswahl 1957 Mitglied der CDU | [ 138 ]                 |
| Raban Graf Adelmann                               | 1957–1961            | CDU          | KStV Frisia Bonn | Katholische Studentenverbindung                                         | nichtschlagend                                                       | KV                                                    | | [ 139 ]                 |
| Wolfgang Bartels                                  | 1957–1961            | CDU          | Verein Deutscher Studenten Münster | Verein Deutscher Studenten                                              | nichtschlagend                                                       | VVDSt                                                 | | [ 140 ]                 |
| Fritz Burgbacher                                  | 1957–1976            | CDU          | KDStV Hasso-Nassovia Frankfurt am Main, KDStV Badenia (Straßburg) Frankfurt am Main, AV Rheinstein Köln (alle CV), KStV Burgundia Berlin (KV, Ehrenmitglied) | Katholische Studentenverbindung                                         | nichtschlagend                                                       | CV, KV                                                | | [ 141 ]                 |
| Hans Drachsler                                    | 1957–1965            | CDU          | KDStV Ferdinandea (Prag) Heidelberg | Katholische Studentenverbindung                                         | nichtschlagend                                                       | CV                                                    | | [ 142 ]                 |
| Karl Gossel                                       | 1957–1965            | CDU          | Corps Borussia Halle, Corps Suevia Straßburg zu Marburg, Corps Saxonia Frankfurt am Main | Corps                                                                   | pflichtschlagend                                                     | KSCV                                                  | | [ 145 ]                 |
| Bruno Heck                                        | 1957–1976            | CDU          | AV Cheruskia Tübingen | Katholische Studentenverbindung                                         | nichtschlagend                                                       | CV                                                    | | [ 146 ]                 |
| Carl Pietscher                                    | 1957–1961            | CDU          | Corps Hercynia Göttingen | Corps                                                                   | pflichtschlagend                                                     | KSCV                                                  | |                         |
| Gerhard Philipp                                   | 1957–1966            | CDU          | Burschenschaft Germania Freiberg | Burschenschaft                                                          |                                                                      |                                                       | | [ 149 ]                 |
| Hans Toussaint                                    | 1957–1969            | CDU          | KDStV Rheinland Köln | Katholische Studentenverbindung                                         | nichtschlagend                                                       | CV                                                    | | [ 150 ]                 |
| Heinrich Draeger                                  | 1957–1972            | CDU          | KDStV Normannia Karlsruhe, KDStV Carolus Magnus Saarbrücken | Katholische Studentenverbindung                                         | nichtschlagend                                                       | CV                                                    | | [ 151 ]                 |
| Hermann Mathias Görgen                            | 1957–1961            | CSU          | KDB Rheno-Guestphalia zu Bonn, KÖL Austria Salzburg | katholische Burschenschaft, katholische österreichische Landsmannschaft | nichtschlagend                                                       | RKDB, KÖL                                             | | [ 152 ] [ 153 ]         |
| Linus Memmel                                      | 1957–1961            | CSU          | KStV Normannia Würzburg | Katholische Studentenverbindung                                         | nichtschlagend                                                       | KV                                                    | | [ 154 ]                 |
| Ernst Meyer                                       | 1957–1966            | SPD          | Corps Marcomannia Breslau (später zu Köln) | Corps                                                                   | pflichtschlagend                                                     | KSCV                                                  | Von 1958 bis 1966 war er zudem Mitglied der Parlamentarischen Versa | [ 155 ]                 |
| Franz Meyers                                      | 1957–1958            | CDU          | KStV Flamberg Bonn, KStV Nibelung Freiburg | katholische Studentenverbindung                                         | nichtschlagend                                                       | KV                                                    | Ministerpräsident von Nordrhein-Westfalen (1958–1966) | [ 156 ]                 |
| Friedrich Schäfer                                 | 1957–1967 1969–1980  | SPD          | Turnerschaft Hohenstaufia Tübingen | Turnerschaft                                                            | pflichtschlagend                                                     | CC                                                    | | [ 157 ] [ 158 ]         |
| Albrecht Schlee                                   | 1957–1961, 1963–1972 | CSU          | Corps Hercynia München | Corps                                                                   | pflichtschlagend                                                     | KSCV                                                  | | [ 159 ]                 |
| Heinrich Schneider                                | 1957–1965            | FDP          | Verein Deutscher Studenten zu Heidelberg | Verein Deutscher Studenten                                              | nichtschlagend                                                       | VVDSt                                                 | Von 1958 bis 1962 gehörte er dem FDP-Bundesvorstand an, auf dem Parteitag 1960 wurde Schneider zum stellvertretenden Bundesvorsitzenden der FDP gewählt. | [ 160 ]                 |
| Hans Wilhelmi                                     | 1957–1969            | CDU          | Corps Hannovera Göttingen | Corps                                                                   | pflichtschlagend                                                     | KSCV                                                  | 1945 zählte Wilhelmi zu den Mitbegründern der CDU. 1960/61 war er Bundesminister für den wirtschaftlichen Besitz des Bundes. | [ 161 ]                 |
| Kurt Wittmer-Eigenbrodt                           | 1957–1965            | CDU          | Corps Guestphalia Heidelberg, Corps Pomerania Greifswald | Corps                                                                   | nichtschlagend (seit 1972, zuvor pflichtschlagend), pflichtschlagend | verbandsfrei (seit 1972, zuvor KSCV), KSCV            | | [ 163 ]                 |
| Herbert Wolff                                     | 1957–1958            | CDU          | KDStV Carolingia Hohenheim | Katholische Studentenverbindung                                         | nichtschlagend                                                       | CV                                                    | | [ 164 ]                 |
| Hanns-Gero von Lindeiner                          | 1959–1961            | CDU          | Corps Saxo-Borussia Heidelberg | Corps                                                                   | pflichtschlagend                                                     | KSCV                                                  | Er wirkte bei der Novellierung des Bundesjagdgesetzes 1961 mit. | [ 165 ]                 |
| Klaus Freiherr von Mühlen                         | 1959–1965            | FDP          | Akademische Gesellschaft Stuttgardia Tübingen | schwarze Studentenverbindung                                            | nichtschlagend                                                       |                                                       | | [ 166 ]                 |
| Albrecht Aschoff                                  | 1961–1965            | FDP          | Burschenschaft Alemannia Bonn | Burschenschaft                                                          | fakultativ schlagend (seit 1970)                                     | verbandsfrei (seit 2018)                              | | [ 167 ]                 |
| Eduard Adorno                                     | 1961–1972            | CDU          | KDStV Carolingia Hohenheim | katholische Studentenverbindung                                         | nichtschlagend                                                       | CV                                                    | | [ 168 ]                 |
| Wolfram Dörinkel                                  | 1961–1965            | FDP          | Corps Suevia Freiburg | Corps                                                                   | pflichtschlagend                                                     | KSCV                                                  | Von 1962 bis 1964 gehörte er dem FDP-Bundesvorstand an. | [ 169 ]                 |
| Josef Ertl                                        | 1961–1987            | FDP          | AV Agraria München-Weihenstephan |                                                                         | nichtschlagend                                                       |                                                       | Bundesminister für Landwirtschaft, Ernährung und Forsten von 1969 bis 1983. | [ 170 ]                 |
| Eugen Huthmacher                                  | 1961–1962            | CDU          | AV Austria Innsbruck, KAV Suevia Berlin | katholische Studentenverbindung                                         | nichtschlagend                                                       | ÖCV, CV                                               | | [ 171 ]                 |
| Gerhard Koch                                      | 1961–1972            | SPD          | Corps Borussia Tübingen | Corps                                                                   | pflichtschlagend                                                     | KSCV                                                  | | [ 172 ]                 |
| Gerhard Reischl                                   | 1961–1972            | SPD          | Burschenschaft Cimbria München | Burschenschaft                                                          |                                                                      |                                                       | | [ 173 ] [ 174 ]         |
| Gustav Stein                                      | 1961–1972            | CDU          | Corps Rhenania Tübingen | Corps                                                                   | pflichtschlagend                                                     | KSCV                                                  | | [ 175 ]                 |
| Ernst Supf                                        | 1961–1965            | FDP          | Corps Bavaria Würzburg | Corps                                                                   | pflichtschlagend                                                     | KSCV                                                  | | [ 176 ]                 |
| Wilhelm Hahn                                      | 1962–1964            | CDU          | Verein Deutscher Studenten Tübingen | Verein Deutscher Studenten                                              | nichtschlagend                                                       | VVDSt                                                 | | [ 177 ]                 |
| Konrad Porzner                                    | 1962–1981, 1983–1990 | SPD          | AMV Fridericiana Erlangen | musische Studentenverbindung                                            | nichtschlagend                                                       | SV                                                    | 1969 bis 1972 stellvertretender Vorsitzender des Finanzausschusses und daneben von Juni bis Dezember 1972 stellvertretender Vorsitzender der SPD-Bundestagsfraktion. Vom 18. Dezember 1974 bis zu seiner Mandatsniederlegung am 28. Januar 1981 war Porzner dann Parlamentarischer Geschäftsführer der SPD-Bundestagsfraktion; 1983 bis 1987 Parlamentarischer Geschäftsführer der SPD-Bundestagsfraktion |                         |
| Walter Richard Gerlich                            | 1963–1965            | CDU          | KDB Falkenstein zu Prag | katholische Burschenschaft                                              | nichtschlagend                                                       | RKDB                                                  | | [ 179 ]                 |
| Walter Becher                                     | 1965–1975            | CSU          | ? Wien | Gildenschaft                                                            | nichtschlagend                                                       | DG                                                    | |                         |
| Benno Erhard                                      | 1965–1987            | CDU          | VKDSt Hasso-Rhenania Mainz | Katholische Studentenverbindung                                         | nichtschlagend                                                       | CV                                                    | | [ 180 ]                 |
| Hans Friderichs                                   | 1965–1969, 1976–1977 | FDP          | Corps Teutonia zu Marburg | Corps                                                                   | pflichtschlagend                                                     | KSCV                                                  | Nach der Bundestagswahl 1972 wurde er im zweiten Kabinett von Bundeskanzler Willy Brandt zum Bundesminister für Wirtschaft ernannt. Dieses Amt behielt er auch unter dem seit 1974 amtierenden Bundeskanzler Helmut Schmidt bis zu seiner Amtsaufgabe 1977. | [ 181 ]                 |
| Albrecht Haas                                     | 1965–1970            | FDP          | AGV München | Musische Studentenverbindung                                            | nichtschlagend                                                       | SV                                                    | | [ 182 ]                 |
| Carl Otto Lenz                                    | 1965–1984            | CDU          | KDStV Arminia Freiburg im Breisgau, KDStV Staufia Bonn | Katholische Studentenverbindung                                         | nichtschlagend                                                       | CV                                                    | | [ 183 ]                 |
| Werner Marx                                       | 1965–1985            | CDU          | AV Guestfalia Tübingen, KDStV Trifels München | Katholische Studentenverbindung                                         | nichtschlagend                                                       | CV                                                    | | [ 184 ]                 |
| Günter von Nordenskjöld                           | 1965–1972            | CDU          | Corps Teutonia Halle und Saxonia Frankfurt am Main (später Konstanz) | Corps                                                                   | pflichtschlagend                                                     | KSCV                                                  | | [ 185 ]                 |
| Helmut Prassler                                   | 1965–1975            | CSU          | Corps Germania Hohenheim | Corps                                                                   | pflichtschlagend                                                     | WSC                                                   | |                         |
| Burkhard Ritz                                     | 1965–1980            | CDU          | KDStV Rheinfels Bonn (später fusioniert mit KDStV Ascania Bonn) | katholische Studentenverbindung                                         | nichtschlagend                                                       | CV                                                    | | [ 186 ]                 |
| Gerd Springorum                                   | 1965–1976            | CDU          | Corps Teutonia zu Marburg | Corps                                                                   | pflichtschlagend                                                     | KSCV                                                  | | [ 187 ]                 |
| Hans Verbeek                                      | 1965–1966            | CDU          | KDB Rheno-Silesia zu Düsseldorf | katholische Burschenschaft                                              | nichtschlagend                                                       | RKDB                                                  | | [ 188 ]                 |
| Friedrich Beermann                                | 1969–1975            | SPD          | Königsberger Burschenschaft Gothia | Burschenschaft                                                          | pflichtschlagend                                                     | verbandsfrei (seit 1984)                              | |                         |
| Hans-Ulrich Brand                                 | 1969–1970            | SPD          | Corps Albertina Hamburg | Corps                                                                   | pflichtschlagend                                                     | KSCV                                                  | | [ 189 ]                 |
| Isidor Früh                                       | 1969–1980            | CDU          | KDStV Carolingia Hohenheim | Katholische Studentenverbindung                                         | nichtschlagend                                                       | CV                                                    | | [ 190 ]                 |
| Paul Gerlach                                      | 1969–1987            | CSU          | KDStV Gothia Würzburg | Katholische Studentenverbindung                                         | nichtschlagend                                                       | CV                                                    | | [ 191 ]                 |
| Georg Gölter                                      | 1969–1977            | CDU          | Heidelberger Wingolf | christliche Studentenverbindung                                         | nichtschlagend                                                       | WB                                                    | |                         |
| Dieter Haack                                      | 1969–1990            | SPD          | Burschenschaft der Bubenreuther Erlangen | Burschenschaft                                                          | fakultativ schlagend                                                 | NDB                                                   | | [ 192 ]                 |
| Gunter Huonker                                    | 1972–1994            | SPD          | Freiburger Burschenschaft Alemannia | Burschenschaft                                                          | nichtschlagend                                                       | verbandsfrei                                          | Austritt aus der Burschenschaft 1981 | [ 193 ] [ 194 ]         |
| Philipp Jenninger                                 | 1969–1990            | CDU          | KDStV Staufia Bonn, KAV Capitolina Rom, KStV Arminia Bonn | Katholische Studentenverbindung                                         | nichtschlagend                                                       | CV, KV                                                | 1984–1988 Präsident des Deutschen Bundestages. |                         |
| Detlef Kleinert                                   | 1969–1998            | FDP          | Corps Isaria München | Corps                                                                   | pflichtschlagend                                                     | KSCV                                                  | | [ 195 ]                 |
| Gisbert Kley                                      | 1969–1972            | CSU          | Corps Vandalia Heidelberg (heute: Corps Vandalo-Guestphalia Heidelberg) | Corps                                                                   | nichtschlagend (seit 1972, zuvor pflichtschlagend)                   | verbandsfrei (seit 1972, zuvorKSCV)                   | | [ 196 ]                 |
| Paul Mikat                                        | 1969–1987            | CDU          | KDStV Rheinfels Bonn (später fusioniert mit KDStV Ascania Bonn, KDStV Franco-Raetia Würzburg) | Katholische Studentenverbindung                                         | nichtschlagend                                                       | CV                                                    | | [ 197 ]                 |
| Karl Miltner                                      | 1969–1988            | CDU          | KDStV Arminia Heidelberg | Katholische Studentenverbindung                                         | nichtschlagend                                                       | CV                                                    | | [ 198 ]                 |
| Anton Pfeifer                                     | 1969–2002            | CDU          | AV Guestfalia Tübingen | Katholische Studentenverbindung                                         | nichtschlagend                                                       | CV                                                    | 1982 bis 1991 Parlamentarischer Staatssekretär beim Bundesminister für Bildung und Wissenschaft bzw. Bundesminister für Jugend, Familie, Frauen und Gesundheit (ab 1987), 1991–1998 Staatsminister im Bundeskanzleramt | [ 199 ]                 |
| Albert Probst                                     | 1969–1998            | CSU          | KDStV Agilolfia Freising | Katholische Studentenverbindung                                         | nichtschlagend                                                       | CV                                                    | | [ 200 ]                 |
| Hans Roser                                        | 1969–1976            | CSU          | AMV Fridericiana Erlangen | musische Studentenverbindung                                            | nichtschlagend                                                       | SV                                                    | | [ 201 ]                 |
| Oscar Schneider                                   | 1969–1994            | CSU          | KDStV Gothia Erlangen | Katholische Studentenverbindung                                         | nichtschlagend                                                       | CV                                                    | | [ 202 ]                 |
| Friedhelm Farthmann                               | 1971–1975            | SPD          | Königsberger Burschenschaft Gothia zu Göttingen | Burschenschaft                                                          | pflichtschlagend                                                     | verbandsfrei (seit 1984)                              | | [ 203 ] [ 204 ]         |
| Fritz Wittmann                                    | 1971–1994, 1996–1998 | CSU          | KDStV Tuiskonia München | Katholische Studentenverbindung                                         | nichtschlagend                                                       | CV                                                    | | [ 205 ]                 |
| Hansmartin Simpfendörfer                          | 1972–1980            | SPD          | AG Rothenburg Tübingen |                                                                         | nichtschlagend                                                       |                                                       | | [ 206 ]                 |
| Rolf Böger                                        | 1973–1976            | FDP          | Corps Suevia München, Corps Gothia Innsbruck | Corps                                                                   | pflichtschlagend                                                     | KSCV                                                  | | [ 207 ]                 |
| Jochen van Aerssen                                | 1976–1983            | CDU          | KStV Arminia Bonn | Katholische Studentenverbindung                                         | nichtschlagend                                                       | KV                                                    | |                         |
| Dieter-Julius Cronenberg                          | 1976–1994            | FDP          | VKDSt Saxonia Münster | Katholische Studentenverbindung                                         | nichtschlagend                                                       | CV                                                    | Vizepräsident des Deutschen Bundestag (1984–1994) | [ 208 ]                 |
| Ekkehart Eymer                                    | 1976–1980, 1981–1983 | CDU          | Corps Teutonia zu Marburg | Corps                                                                   | pflichtschlagend                                                     | KSCV                                                  | | [ 209 ] [ 210 ]         |
| Wolfgang von Geldern                              | 1976–1994            | CDU          | Burschenschaft Germania Trier | Burschenschaft                                                          |                                                                      | verbandsfrei (seit 1987)                              | | [ 211 ]                 |
| Wolfgang Feinendegen                              | 1976–1983            | CDU          | KDStV Rheinland Köln | Katholische Studentenverbindung                                         | nichtschlagend                                                       | CV                                                    | | [ 212 ]                 |
| Bernhard Friedmann                                | 1976–1990            | CDU          | KDStV Hohenstaufen Freiburg im Breisgau | Katholische Studentenverbindung                                         | nichtschlagend                                                       | CV                                                    | | [ 213 ]                 |
| Ludwig Gerstein                                   | 1976–1990            | CDU          | Corps Montania Aachen | Corps                                                                   | pflichtschlagend                                                     | WSC                                                   | | [ 214 ]                 |
| Ottfried Hennig                                   | 1976–1992            | CDU          | Corps Suevia Freiburg | Corps                                                                   | pflichtschlagend                                                     | KSCV                                                  | Er war von 1982 bis 1991 Parlamentarischer Staatssekretär beim Bundesminister für innerdeutsche Beziehungen und von Januar 1991 bis April 1992 beim Bundesminister der Verteidigung. |                         |
| Heinz Günther Hüsch                               | 1976–1990            | CDU          | KDStV Asgard (Düsseldorf) Köln | Katholische Studentenverbindung                                         | nichtschlagend                                                       | CV                                                    | | [ 215 ]                 |
| Peter Kittelmann                                  | 1976–1994, 1990–1994 | CDU          | Sängerschaft Borussia Berlin | Sängerschaft                                                            | fakultativ- oder freischlagend                                       | DS                                                    | | [ 217 ]                 |
| Paul Laufs                                        | 1976–2002            | CDU          | KDStV Aenania München, AV Alania Stuttgart | Katholische Studentenverbindung                                         | nichtschlagend                                                       | CV                                                    | | [ 218 ]                 |
| Jürgen Linde                                      | 1976–1983            | SPD          | ATV Cheruskia-Burgund Freiburg, ATV Ditmarsia Kiel | Akademischer Turnverein                                                 | nichtschlagend                                                       | ATB                                                   | | [ 219 ]                 |
| Franz Möller                                      | 1976–1994            | CDU          | KDStV Falkenstein Freiburg im Breisgau | Katholische Studentenverbindung                                         | nichtschlagend                                                       | CV                                                    | | [ 220 ]                 |
| Hans Stercken                                     | 1976–1994            | CDU          | KDStV Novesia Bonn, KDStV Sauerlandia Münster | Katholische Studentenverbindung                                         | nichtschlagend                                                       | CV                                                    | | [ 221 ]                 |
| Matthias Wissmann                                 | 1976–2007            | CDU          | KDStV Alania Bonn | Katholische Studentenverbindung                                         | nichtschlagend                                                       | CV                                                    | 1993 Bundesminister für Forschung und Technologie, 1993–1998 Bundesminister für Verkehr | [ 222 ]                 |
| Klaus Beckmann                                    | 1980–1994            | FDP          | Corps Hansea Köln | Corps                                                                   | pflichtschlagend                                                     | KSCV                                                  | Er war von 1983 bis 1989 Parlamentarischer Geschäftsführer der FDP-Bundestagsfraktion und von 1989 bis 1992 Parlamentarischer Staatssekretär beim Bundesminister für Wirtschaft. | [ 223 ]                 |
| Wolfram Bergerowski                               | 1980–1983            | FDP          | Landsmannschaft Schottland zu Tübingen | Landsmannschaft                                                         | pflichtschlagend                                                     | CC                                                    | | [ 224 ]                 |
| Eberhard Diepgen                                  | 1980–1981            | CDU          | Berliner Burschenschaft Saravia | Burschenschaft                                                          | pflichtschlagend                                                     | DB                                                    | | [ 225 ] [ 226 ] [ 227 ] |
| Kurt Faltlhauser                                  | 1980–1995            | CSU          | KDStV Vindelicia München | Katholische Studentenverbindung                                         | nichtschlagend                                                       | CV                                                    | | [ 228 ]                 |
| Franz-Josef Mertens                               | 1980–1994            | SPD          | KStV Brisgovia Freiburg im Breisgau | Katholische Studentenverbindung                                         | nichtschlagend                                                       | KV                                                    | | [ 229 ]                 |
| Horst Ludwig Riemer                               | 1980–1983            | FDP          | Corps Marcomannia Breslau zu Köln | Corps                                                                   | pflichtschlagend                                                     | KSCV                                                  | | [ 230 ]                 |
| Alfred Sauter                                     | 1980–1988            | CSU          | KDStV Aenania München | Katholische Studentenverbindung                                         | nichtschlagend                                                       | CV                                                    | | [ 231 ]                 |
| Dietrich Riebensahm                               | 1982–1983            | FDP          | Corps Schacht Leoben | Corps                                                                   | pflichtschlagend                                                     | KSCV                                                  | | [ 232 ]                 |
| Peter Harry Carstensen                            | 1983–2005            | CDU          | Landsmannschaft Troglodytia Kiel | Landsmannschaft                                                         | pflichtschlagend                                                     | CC                                                    | Er trat 1998 aus seiner Landsmannschaft aus. Von 2005 bis 2012 war er Ministerpräsident des Landes Schleswig-Holstein. | [ 233 ] [ 234 ]         |
| Adolf Roth                                        | 1983–2002            | CDU          | KDStV Moeno-Franconia Frankfurt, KDStV Falkenstein Freiburg im Breisgau | Katholische Studentenverbindung                                         | nichtschlagend                                                       | CV                                                    | | [ 235 ]                 |
| Hans-Peter Voigt                                  | 1983–1994            | CDU          | Corps Suevia Tübingen | Corps                                                                   | nichtschlagend (seit 1971; zuvor pflichtschlagend)                   | verbandsfrei (seit 1971; zuvor KSCV)                  | | [ 236 ]                 |
| Wolfgang Weng                                     | 1983–1998            | FDP          | Corps Borussia Tübingen | Corps                                                                   | pflichtschlagend                                                     | KSCV                                                  | Von 1987 bis 1998 war er stellvertretender Vorsitzender der FDP-Bundestagsfraktion, von 1985 bis 1998 deren haushaltspolitischer Sprecher. | [ 238 ] [ 239 ]         |
| Joachim Grünewald                                 | 1987–1994            | CDU          | KDStV Bavaria Bonn | Katholische Studentenverbindung                                         | nichtschlagend                                                       | CV                                                    | | [ 240 ]                 |
| Werner Hoyer                                      | 1987–2012            | FDP          | AV Rheno-Colonia Köln | schwarze Studentenverbindung                                            | nichtschlagend                                                       |                                                       | | [ 241 ]                 |
| Ulrich Irmer                                      | 1987–2002            | FDP          | Akademische Gesellschaft Stuttgardia Tübingen | schwarze Studentenverbindung                                            | nichtschlagend                                                       |                                                       | | [ 242 ]                 |
| Michael Jung                                      | 1987–1998            | CDU          | VKDSt Hasso-Rhenania Gießen | Katholische Studentenverbindung                                         | nichtschlagend                                                       | CV                                                    | | [ 243 ]                 |
| Eckhart Pick                                      | 1987–2002            | SPD          | Burschenschaft Ebernburg Mainz | Christliche Studentenverbindung                                         | nichtschlagend                                                       | SBB                                                   | | [ 244 ]                 |
| Jürgen Rüttgers                                   | 1987–2000            | CDU          | KDStV Rappoltstein (Straßburg) Köln | Katholische Studentenverbindung                                         | nichtschlagend                                                       | CV                                                    | 1994 bis 1998 Bundesminister für Bildung, Wissenschaft, Forschung und Technologie sowie 2005 bis 2010 Ministerpräsident von Nordrhein-Westfalen | [ 245 ]                 |
| Ruprecht Vondran                                  | 1987–1994            | CDU          | Corps Hannovera Göttingen | Corps                                                                   | pflichtschlagend                                                     | KSCV                                                  | Erste Bekanntheit, auch bei Bundesregierung und Geheimdiensten, erlangte er 1957 als Vorsitzender vom Allgemeinen Studierendenausschuss der Georg-August-Universität Göttingen durch die Organisation einer Polen-Reise für eine Delegation von Studenten mitten im Kalten Krieg. | [ 247 ] [ 239 ]         |
| Joachim Gres                                      | 1990–1998            | CDU          | Corps Rhenania Heidelberg | Corps                                                                   | pflichtschlagend                                                     | KSCV                                                  | | [ 239 ]                 |
| Josef Hollerith                                   | 1990–2002            | CSU          | Corps Arminia München | Corps                                                                   | pflichtschlagend                                                     | KSCV                                                  | | [ 248 ] [ 239 ]         |
| Martin Mayer                                      | 1990–2005            | CSU          | KDStV Agilolfia Freising | Katholische Studentenverbindung                                         | nichtschlagend                                                       | CV                                                    | | [ 249 ]                 |
| Bertold Mathias Reinartz                          | 1990–1998            | CDU          | KDStV Hercynia Freiburg im Breisgau | Katholische Studentenverbindung                                         | nichtschlagend                                                       | CV                                                    | | [ 250 ]                 |
| Carl-Ludwig Thiele                                | 1990–2010            | FDP          | AV Zollern Münster | Katholische Studentenverbindung                                         | nichtschlagend                                                       | CV                                                    | | [ 251 ]                 |
| Norbert Herr                                      | 1993–1994            | CDU          | KDStV Greiffenstein (Breslau) Frankfurt, KDStV Adolphiana Fulda, KDStV Arminia Heidelberg | Katholische Studentenverbindung                                         | nichtschlagend                                                       | CV                                                    | | [ 252 ]                 |
| Walter Hirche                                     | 1994–2002            | FDP          | Landsmannschaft Afrania Leipzig | Landsmannschaft                                                         | pflichtschlagend                                                     | CC                                                    | Während seines Studiums war er unter anderem AStA-Vorsitzender in Heidelberg, 1966/67 Vorsitzender des Verbands Deutscher Studentenschaften (VDS) und 1968–1970 Senatsbeauftragter der Ruprecht-Karls-Universität Heidelberg. Von 1998 bis 2002 war er stellvertretender Vorsitzender der FDP-Bundestagsfraktion. | [ 253 ] [ 254 ]         |
| Helmut Jawurek                                    | 1994–1998            | CSU          | KDStV Rupertia Regensburg, KÖStV Aargau Wien | Katholische Studentenverbindung                                         | nichtschlagend                                                       | CV, ÖCV                                               | | [ 255 ]                 |
| Manfred Kanther                                   | 1994–2000            | CDU          | Corps Guestphalia et Suevoborussia Marburg | Corps                                                                   | pflichtschlagend                                                     | KSCV                                                  | Er war von 1993 bis 1998 Bundesminister des Innern im Kabinett Kohl IV und V. | [ 239 ]                 |
| Klaus Kinkel                                      | 1994–2002            | FDP          | AV Guestfalia Tübingen | Katholische Studentenverbindung                                         | nichtschlagend                                                       | CV                                                    | 1991 bis 1992 Bundesminister der Justiz, 1992–1998 Bundesminister des Auswärtigen, 1993–1998 Vizekanzler | [ 256 ]                 |
| Eckart von Klaeden                                | 1994–2013            | CDU          | Turnerschaft Gottingo-Normannia Göttingen | Turnerschaft                                                            | pflichtschlagend                                                     | CC                                                    | | [ 257 ]                 |
| Werner Kuhn                                       | 1994–1998, 2001–2005 | CDU          | KDStV Staufia Bonn | Katholische Studentenverbindung                                         | nichtschlagend                                                       | CV                                                    | | [ 258 ]                 |
| Rezzo Schlauch                                    | 1994–2005            | Grüne        | Burschenschaft Saxo-Silesia Freiburg | Burschenschaft                                                          | pflichtschlagend                                                     |                                                       | Co-Vorsitzender der Bundestagsfraktion der Grünen (1998–2002) und Parlamentarischer Staatssekretär beim Bundesminister für Wirtschaft und Arbeit (2002–2005) | [ 260 ]                 |
| Dietmar Schlee                                    | 1994–2002            | CDU          | KDStV Aureata (Eichstätt) München (1972 fusioniert mit KDStV Tuiskonia München), AV Cheruskia Tübingen | Katholische Studentenverbindung                                         | nichtschlagend                                                       | CV                                                    | | [ 261 ]                 |
| Edzard Schmidt-Jortzig                            | 1994–2002            | FDP          | Corps Hansea Bonn | Corps                                                                   | pflichtschlagend                                                     | KSCV                                                  | Von 1996 bis 1998 war er Bundesminister der Justiz im Kabinett Kohl V. Seit 1999 ist er im Beirat Holsteiner Studienpreis des Corps Holsatia. | [ 263 ] [ 239 ]         |
| Norbert Hauser                                    | 1998–2002            | CDU          | KDStV Bavaria Bonn | Katholische Studentenverbindung                                         | nichtschlagend                                                       | CV                                                    | | [ 264 ]                 |
| Hans Jochen Henke                                 | 1998–2002            | CDU          | Verbindung Normannia Tübingen | schwarze Studentenverbindung                                            | nichtschlagend                                                       |                                                       | | [ 265 ]                 |
| Johannes Kahrs                                    | 1998–2020            | SPD          | Hamburger Wingolf | Christliche Studentenverbindung                                         | nichtschlagend                                                       | WB                                                    | war von 1989 bis 1991 Bundessprecher des Wingolfsbundes. Als solcher leitete er das erste Wartburgfest des Wingolfsbundes in Eisenach seit dem Zweiten Weltkrieg; Sprecher der Bundestagsfraktion im Haushaltsausschuss | [ 266 ]                 |
| Thomas Strobl                                     | 1998–2016            | CDU          | Alte Leipziger Landsmannschaft Afrania | Landsmannschaft                                                         | pflichtschlagend                                                     | CC                                                    | | [ 267 ] [ 268 ]         |
| Heino Wiese                                       | 1998–2002            | SPD          | VDSt Göttingen | Verein Deutscher Studenten                                              | nichtschlagend                                                       | VVDSt                                                 | | [ 269 ]                 |
| Michael Fuchs                                     | 2002–2017            | CDU          | Burschenschaft Germania Erlangen | Burschenschaft                                                          | pflichtschlagend                                                     | verbandsfrei (seit 1971)                              | | [ 270 ]                 |
| Günther Beckstein                                 | 2005                 | CSU          | AMV Fridericiana Erlangen | Musische Studentenverbindung                                            | nichtschlagend                                                       | SV                                                    | | [ 271 ]                 |
| Helmut Brandt                                     | 2005–2017            | CDU          | KDStV Novesia Bonn | Katholische Studentenverbindung                                         | nichtschlagend                                                       | CV                                                    | | [ 272 ]                 |
| Carl-Christian Dressel                            | 2005–2009            | SPD          | Schülerverbindung Casimiriana Coburg | Schülerverbindung                                                       |                                                                      | verbandsfrei                                          | | [ 273 ]                 |
| Alois Karl                                        | 2005–2021            | CSU          | KDStV Rupertia Regensburg | Katholische Studentenverbindung                                         | nichtschlagend                                                       | CV                                                    | | [ 274 ]                 |
| Paul Lehrieder                                    | 2005–2025            | CSU          | Burschenschaft Adelphia Würzburg | Burschenschaft                                                          | pflichtschlagend                                                     | verbandsfrei                                          | | [ 275 ]                 |
| Edmund Stoiber                                    | 2005                 | CSU          | KDStV Trifels München | Katholische Studentenverbindung                                         | nichtschlagend                                                       | CV                                                    | |                         |
| Michael Terwiesche                                | 2005                 | FDP          | SBV Frankonia Marburg | Christliche Studentenverbindung                                         | nichtschlagend                                                       | SBB                                                   | | [ 277 ]                 |
| Christoph Waitz                                   | 2005–2009            | FDP          | Verein Deutscher Studenten Heidelberg | Verein Deutscher Studenten                                              | nichtschlagend                                                       | VVDSt                                                 | Er war Sprecher der FDP-Bundestagsfraktion für Medien- und Kulturpolitik. | [ 278 ]                 |
| Philipp Murmann                                   | 2009–2017            | CDU          | Corps Franconia München | Corps                                                                   | pflichtschlagend                                                     | KSCV                                                  | | [ 239 ]                 |
| Matthias Zimmer                                   | 2009–2021            | CDU          | Münchener Wingolf | Christliche Studentenverbindung                                         | nichtschlagend                                                       | WB                                                    | 2009 bis 2021 Mitglied im Ausschuss für Arbeit und Soziales; von 2018 bis 2021 war er Obmann seiner Fraktion im Ausschuss. Von 2013 bis 2017 war er Mitglied im Ältestenrat, von Januar 2017 bis Januar 2018 Vorsitzender des Ausschusses für Menschenrechte und humanitäre Hilfe. Er war im 19. Deutschen Bundestag stellvertretendes Mitglied im Ausschuss für Gesundheit sowie in der Enquete-Kommission „Berufliche Bildung“ | [ 279 ] [ 280 ]         |
| Holger Kreste                                     | 2010–2013            | FDP          | Landsmannschaft Thuringia Berlin | Landsmannschaft                                                         | pflichtschlagend                                                     | CC                                                    | Von 2001 bis 2006 war er Mitglied im Abgeordnetenhaus von Berlin. |                         |
| Tim Ostermann                                     | 2013–2017, 2021      | CDU          | Alte Leipziger Turnerschaft Hansea Bielefeld | Turnerschaft                                                            | pflichtschlagend                                                     | CC                                                    | | [ 281 ]                 |
| Thomas Stritzl                                    | 2013–2017            | CDU          | Corps Palaiomarchia-Masovia Kiel | Corps                                                                   | pflichtschlagend                                                     | KSCV                                                  | Von 2005 bis 2009 war er stellvertretender Vorsitzender der schleswig-holsteinischen CDU-Landtagsfraktion und von 2000 bis 2005 Erster Vizepräsident des Landtages von Schleswig-Holstein. |                         |
| Christoph Bernstiel                               | 2017–2021            | CDU          | Sängerschaft Fridericiana Halle | Sängerschaft                                                            | fakultativ- oder freischlagend                                       | DS                                                    | trat Ende 2017 auf der Sängerschaft aus | [ 282 ]                 |
| Eckhard Gnodtke                                   | 2017–2021            | CDU          | Corps Curonia Goettingensis | Corps                                                                   | pflichtschlagend                                                     | KSCV                                                  | | [ 283 ] [ 239 ]         |
| Berengar Elsner von Gronow                        | 2017–2021            | AfD          | Corps Palaiomarchia Halle | Corps                                                                   | pflichtschlagend                                                     | KSCV                                                  | | [ 284 ] [ 285 ] [ 283 ] |
| Martin Hebner                                     | 2017–2021            | AfD          | Landsmannschaft Hansea auf dem Wels zu München | Landsmannschaft                                                         | pflichtschlagend                                                     | CC                                                    | | [ 286 ]                 |
| Olaf in der Beek                                  | 2017–2023            | FDP          | Landsmannschaft Ubia Brunsviga Palaeomarchia zu Bochum | Landsmannschaft                                                         | pflichtschlagend                                                     | CC                                                    | | [ 287 ] [ 288 ] [ 39 ]  |
| Alexander Graf Lambsdorff                         | 2017–2023            | FDP          | Corps Palatia Bonn | Corps                                                                   | freischlagend (seit 1985, zuvorpflichtschlagend)                     | verbandsfrei (seit 1958, zuvor KSCV)                  | | [ 289 ]                 |
| Bernhard Loos                                     | 2017–2025            | CSU          | Wissenschaftliche Verbindung Palladia |                                                                         |                                                                      |                                                       | Reaktivierte die Palladia 1983 nach dreizehnjähriger Sistierung | [ 290 ]                 |
| Hansjörg Müller                                   | 2017–2021            | AfD          | Turnerschaft Germania Dresden, Akademische Landsmannschaft der Salzburger zu Salzburg | Turnerschaft, Landsmannschaft                                           | pflichtschlagend                                                     | CC                                                    | | [ 291 ]                 |
| Jörg Schneider                                    | 2017–2025            | AfD          | Hamburger Burschenschaft Germania | Burschenschaft                                                          | pflichtschlagend                                                     | DB                                                    | | [ 292 ]                 |
| Thomas Seitz                                      | 2017–2025            | AfD          | Turnerschaft Markomanno-Albertia Freiburg, Straßburger Turnerschaft Alsatia zu Frankfurt | Turnerschaft                                                            | pflichtschlagend                                                     | CC                                                    | sollte aus der Freiburger Turnerschaft ausgeschlossen werden |                         |
| Hans-Jürgen Thies                                 | 2017–2025            | CDU          | Verein Deutscher Studenten Göttingen | Verein Deutscher Studenten                                              | nichtschlagend                                                       | VVDSt                                                 | | [ 293 ]                 |
| Christopher Gohl                                  | 2021                 | FDP          | Akademische Gesellschaft Stuttgardia Tübingen | schwarze Studentenverbindung                                            | nichtschlagend                                                       |                                                       | | [ 294 ]                 |

### Burschenschaften
Knut Gerschau • Alexis Giersch • Alfred Gille • Fritz Glahn • Rainer Groß • Dietrich Hahne • Walter Hammersen • Klaus Hartmann • Matthias Helferich • Hermann Höpker-Aschoff • Adalbert Hudak • Friedrich Klinge • Harald Koch • Walther Kolbe • Hans Krüger • Wolfgang Lohmann • Karsten Möring • Hans Mühlenfeld • Joachim Pfeiffer • Peter Ramsauer • Reinhold Rehs • Peter Röhlinger • Hans-Peter Uhl • Bernhard Vogel • Walter Wallmann • Friedrich Winter.

### Katholische Verbindungen
Einige Abgeordnete sind mehr als einem katholischen Verband zuzuordnen.

#### CV
Karl Arnold • Rainer Barzel • Karl Becker • Josef Bugl • Karl Deres • Jakob Diel • Georg Fahrenschon • Johannes Gerster • Jochen Haug • Herbert Hupka • Peter Jacoby • Friedrich-Adolf Jahn • Franz-Hermann Kappes • Gerhard O. Pfeffermann • Bernard Povel • Hermann Pünder • Franz-Josef Röder • Paul Röhner • Gerhard Scheu • Peter Schmidhuber • Hans Schütz • Adolf Süsterhenn • Klaus-Dieter Uelhoff • Arnold Verhoeven • Otto Weinkamm • Friedrich Wilhelm Willeke

#### KV
Walter Althammer • Gottfried Arnold • Karl Arnold • Rainer Barzel • Helmut Bertram • Heribert Blens • Hans Daniels • Hans Dichgans • Hans-Peter Friedrich • Jochen-Konrad Fromme • Heiner Geißler • Hansjörg Häfele • Alo Hauser • Herbert Hermesdorf • Werner Hilpert • Lambert Huys • Claus Jäger • Friedrich-Adolf Jahn • Max Kunz • Ernst Laws • Albert Leicht • Werner Lensing • Paul Lücke • Christian Neuling • Norbert Nothhelfer • Winfried Pinger • Hermann Pünder • Egon Wilhelm Ramms • Gerd Ritgen • Hermann Josef Russe • Andreas Schockenhoff • Roland Seffrin • J. Hermann Siemer • Edmund Sinn • Klaus Töpfer • Hermann Josef Unland • Felix von Vittinghoff-Schell • Carl-Ludwig Wagner • Simon Wittmann • Bernhard Worms.

#### UV
Karl Arnold • Hermann Biechele • Helmut von Bockelberg • Manfred Carstens • Bert Even • Aloys Feldmann • Franz Gleissner • Josef Gockeln • Hermann Götz • Karl Hackethal • Josef Höchst • Wilhelm Kratz • Heinrich Krone • Franz Lenze • Klaus Lippold • Josef Menke • Engelbert Nelle • Friedhelm Ost • Hans Richarts • Rudolf Seiters • Josef Stecker